# Nosodendron ceylanicum
Nosodendron ceylanicum är en skalbaggsart som beskrevs av Victor Ivanovitsch Motschulsky 1863. Nosodendron ceylanicum ingår i släktet Nosodendron och familjen almsavbaggar. Inga underarter finns listade i Catalogue of Life.